# Zygaenosia eximia
Zygaenosia eximia là một loài bướm đêm thuộc phân họ Arctiinae, họ Erebidae.